# Якумо

42°15′21″ пн. ш. 140°15′55″ сх. д. / 42.25583° пн. ш. 140.26528° сх. д.
Якумо́ (яп. 八雲町, やくもちょう, МФА: [jakumo t͡ɕoː]) — містечко в Японії, в повіті Футамі округу Осіма префектури Хоккайдо. Станом на 1 жовтня 2008 року площа містечка становила 955,98 км². Станом на 31 березня 2017 населення містечка становило 17 153 осіб.